# Hagenberg im Mühlkreis
Hagenberg im Mühlkreis è un comune austriaco di 2 727 abitanti nel distretto di Freistadt, in Alta Austria; ha lo status di comune mercato (Marktgemeinde).